# 日産・VGエンジン
日産・VGエンジンは日産自動車がかつて製造していたV型6気筒エンジンである。
日産のエンジン名称ルールにより、「E」は電子制御式燃料噴射装置、「D」はDOHC、「T」はターボ付き、「TT」はツインターボを示す。

## 概要
1983年登場。シリンダーバンクは60度、燃料供給装置は日産・ECCS制御の電子制御式燃料噴射(EGI)である。当初より3.0リットルの大排気量エンジンがラインナップされ、翌年に登場した直列6気筒のRB型とともに、旧式化した日産・L型エンジンを段階的に置き換えていった。
1983年6月に発売を開始したY30型セドリック・グロリアに搭載されたのが初出であり、1991年にはマキシマ用にVG30系のFF専用後継としてVE30DEが登場。1994年には後継のVQエンジンが登場しており、1999年に製造が横浜工場から日産工機に移管された後、2002年に一旦製造中止になったが、2004年にLPG専用のVG20Pが登場して2007年7月まで製造されていた。
VGとは「very good」の意味である。（日産自動車の整備書から）VG型はそれまでのNAPSでの排ガス対策技術も用いられていたエンジンであったが、登場当初より日産の新世代の高出力エンジンを意味するPLASMA（プラズマ）の愛称も与えられ、トヨタのLASRE（レーザー）、三菱自工のCYCLONE（サイクロン）の各シリーズに対抗する事ともなった。
1980年代後半には、米国のエンジンチューナーであるエレクトラモーティブ（後に日産に買収され、ニッサン・パフォーマンス・テクノロジー（NPTI）となる）の手により、VG30系をベースに独自のチューニングが行われたレース用エンジンが登場した。これらはマーチ・85G/日産からマーチ・88G/日産に至るマシン群に搭載され全日本スポーツプロトタイプカー耐久選手権（JSPC）に参戦したほか、米国のIMSAシリーズに参戦する日産・GTP ZX-Tや日産・NPT-90などにも搭載された。特にGTP ZX-TやNPT-90は1988年 - 1991年に4年連続でIMSA GTPクラスのシリーズチャンピオンを獲得するなど、大きな活躍を見せている。
また、自動車以外では1990年にスケールド・コンポジッツがリノ・エアレースアンリミテッドクラス用に製作したエアレース機、モデル158 ポンドレーサーに、600馬力にチューニングされたVG30ターボエンジンが2基用いられていた。
当初はVG型をベースとしたディーゼルエンジンの開発も検討されており、その名残としてSOHCモデルのシリンダーヘッドは1気筒あたり5本のボルトで締められていた。
他メーカーでの同時期における競合車種向けエンジンとして、トヨタのJZ、VZとホンダのⅭ型、三菱の6G7型が挙げられる。

## バリエーション

### VG20系
- VG20(内径×行程：78.0mm×69.7mm)1,998cc

#### VG20E

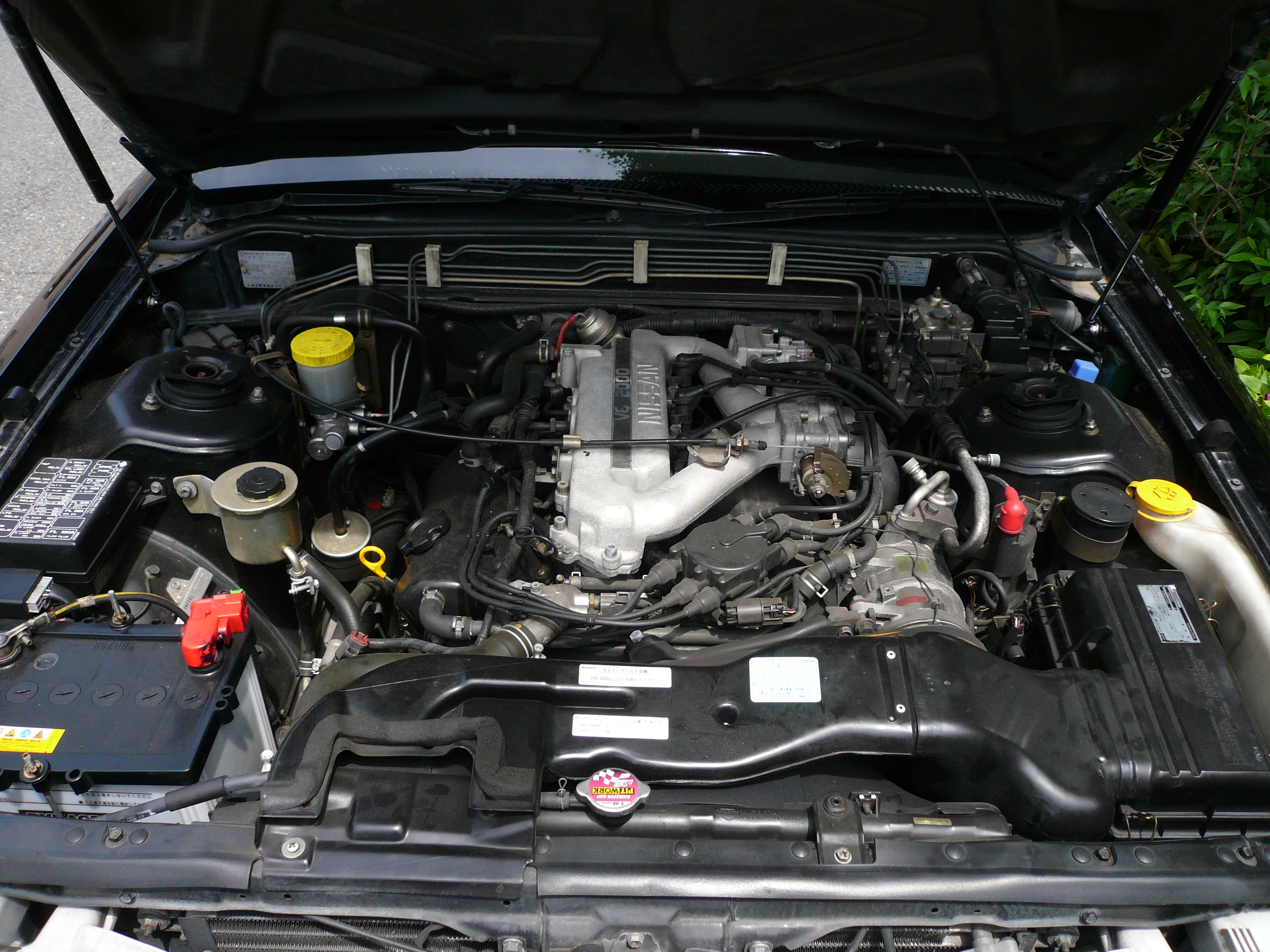
VG20E型ガソリンエンジン（Y31セドリック）。

- 1,998cc SOHC 12バルブ　レギュラーガソリン仕様

参考スペックと搭載車種
- （1-1）96kW(130PS)/6,000rpm 172N・m(17.5kg・m)/4,400rpm（グロス値）
  - グロリア・セドリック（Y30）1983年6月-1987年12月
- （1-2）85kW(115PS)/6,000rpm 161N・m(16.4kg・m)/3,600rpm（ネット値）
  - ブルーバードマキシマ（U11）1986年1月-1988年10月
  - グロリア・セドリック（Y30ワゴン・バン）1987年12月-1999年6月
- （1-3）85kW(115PS)/6,000rpm 163N・m(16.6kg・m)/3,200rpm（同上）
  - レパード（F31）1986年2月-1992年6月
- （1-4）92kW(125PS)/6,000rpm 167N・m(17.0kg・m)/3,200rpm（同上）
  - グロリア・セドリック（Y31～33）1987年6月-1995年6月、1996年1月-1999年6月
  - グロリア・セドリック（Y31セダン）1987年6月-2002年8月
  - レパード（JY33）1997年10月-1999年6月

VG20EはJASO規格のエンジンオイル清浄性試験(JASO M331-1991)の試験エンジンとして採用されている。

#### VG20ET
- 1,998cc SOHC 12バルブ ターボ　レギュラーガソリン仕様

参考スペックと搭載車種
- （1-1）125kW(170PS)/6,000rpm 216N・m(22.0kg・m)/4,000rpm（グロス値）
  - グロリア・セドリック（Y30）1983年6月-1985年6月
  - ローレル（C32）1984年10月-1986年10月
  - ブルーバードマキシマ（U11）1984年10月-1988年10月
  - フェアレディZ（Z31）1983年9月-1985年10月
- （1-2）132kW(180PS)/6,000rpm 221N・m(22.5kg・m)/4,000rpm（同上 *ジェットターボ）
  - グロリア・セドリック（Y30）1985年6月-1987年6月
- （1-3）110kW(150PS)/5,600rpm 206N・m(21.0kg・m)/3,600rpm（ネット値）
  - ローレル（C32）1986年10月-1988年10月
- （1-4）114kW(155PS)/5,600rpm 209N・m(21.3kg・m)/3,200rpm（同上 *ジェットターボ）
  - レパード（F31）1986年2月-1988年8月

#### VG20DET
- 1,998cc DOHC 24バルブ ハイフローセラミック式ターボ または インタークーラーターボ

参考スペックと搭載車種
- （1-1）136kW(185PS)/6800rpm 216N・m(22.0kg・m)/4800rpm（インタークーラー無）　※レギュラーガソリン仕様
  - グロリア・セドリック（Y31）1987年6月-1989年6月
- （1-2）154kW(210PS)/6,800rpm 265N・m(27.0kg・m)/3,600rpm（インタークーラー付）　※プレミアムガソリン仕様
  - レパード（F31）1988年8月-1992年6月
  - グロリア・セドリック（Y31）1989年6月-1991年6月

#### VG20P

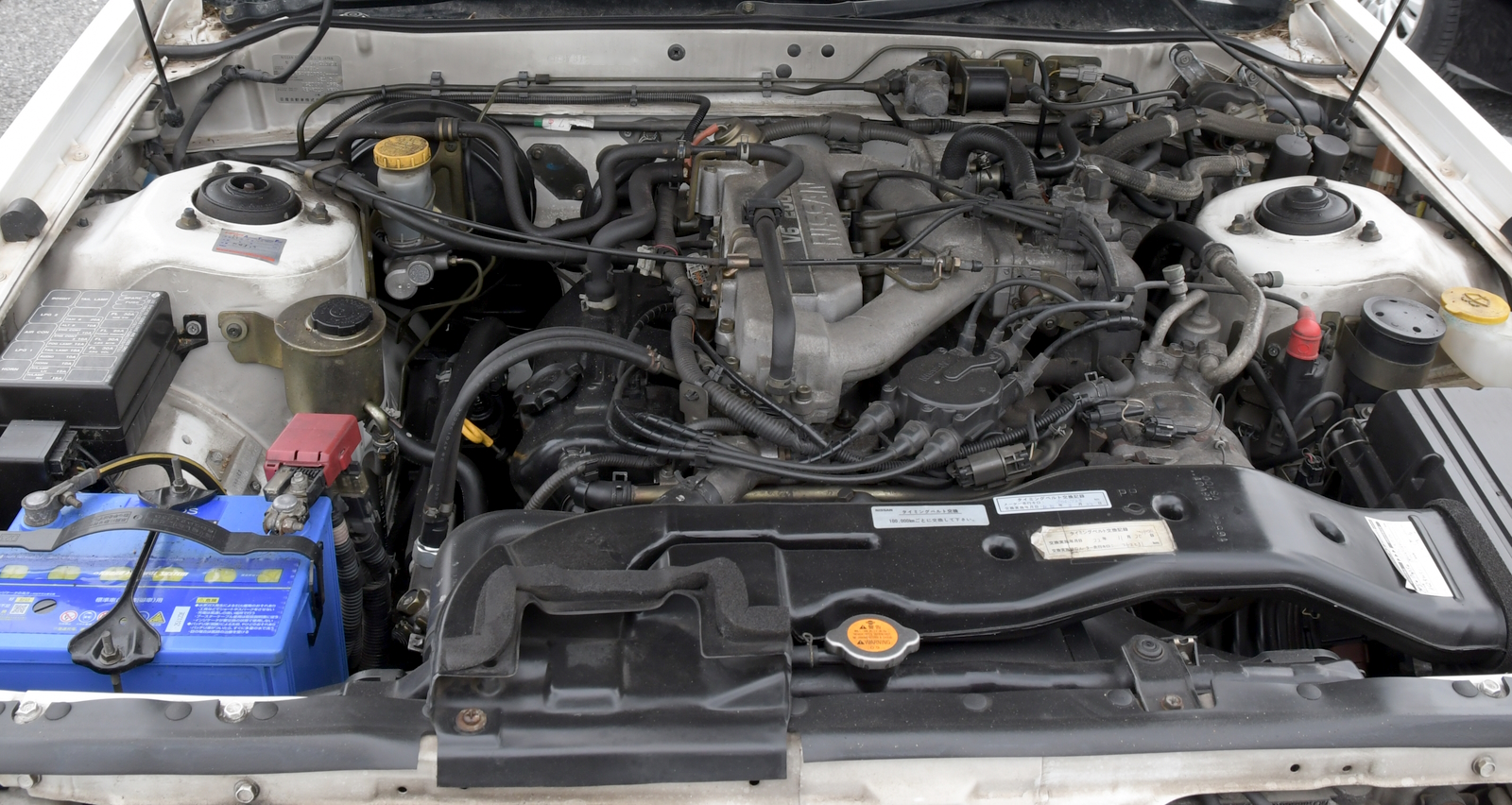
VG20P

- 1,998cc SOHC 12バルブ LPG仕様　※2002年8月以前はオーテックジャパンの持ち込み登録（型式名は「VG20LPG」）。

参考スペックと搭載車種
- （1-1）77kW(105PS)/6,000rpm 152N・m(15.5kg・m)/2,400rpm
  - セドリック（Y31営業車）2004年1月-2005年
- （1-2）73kW(99PS)/5,600rpm 149N・m(15.3kg・m)/2,400rpm
  - セドリック（Y31営業車）2005年-2007年7月

### VG30系
- VG30(内径×行程：87.0mm×83.0mm)2,960cc

#### VG30S
- 2,960cc SOHC 12バルブ キャブレター仕様　レギュラーガソリン仕様

参考スペックと搭載車種
- 109kW(148PS)/4,800rpm 234N・m(23.9kg・m)/3,600rpm
  - セドリックセダン（Y30 Y31中近東向け輸出仕様）
  - セドリックハードトップ(Y30 Y31中近東向け輸出仕様)

#### VG30i
- 2,960cc SOHC 12バルブ セントラルインジェクション（日産での呼称は「エレクトロ・インジェクション」）仕様　レギュラーガソリン仕様

参考スペックと搭載車種
- 103kW(140PS)/4,800rpm 226N・m(23.0kg・m)/2,800rpm
  - テラノ（D21）1987年10月-1989年10月

#### VG30E

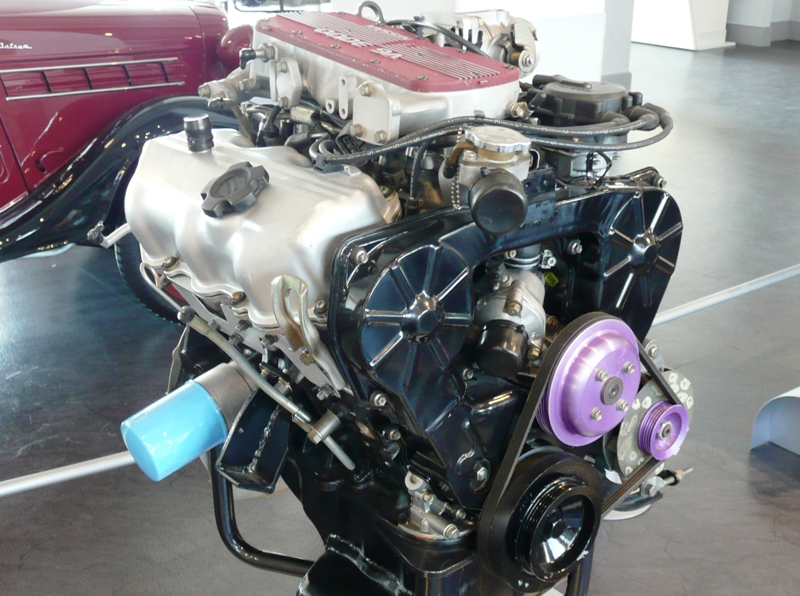
VG30E

- 2,960cc SOHC 12バルブ　レギュラーガソリン仕様

参考スペックと搭載車種
- （1-1）132kW(180PS)/5,200rpm 260N・m(26.5kg・m)/4,000rpm（グロス値）
  - グロリア・セドリック（Y30）1983年6月-1987年6月
- （1-2）118kW(160PS)/5,200rpm 248N・m(25.3kg・m)/3,200rpm（ネット値）
  - グロリア・セドリック（Y31～Y33）1987年6月-1999年6月
  - グロリア・セドリック（Y31セダン）1987年6月-2002年6月
  - マキシマ（J30）1988年10月-1991年8月
  - レパード（JY33）1996年3月-1997年10月
- （1-3）114kW(155PS)/5,200rpm 245N・m(25.0kg・m)/3,200rpm
  - キャラバン・ホーミー（E24）1988年10月-1997年5月
- （1-4）114kW(155PS)/4,800rpm 248N・m(25.3kg・m)/4,000rpm
  - テラノ（D21）1989年10月-1995年9月
- （1-5）110kW(150PS)/4,800rpm 236N・m(24.1kg・m)/4,400rpm
  - クエスト（V40）1993年-1998年

#### VG30ET

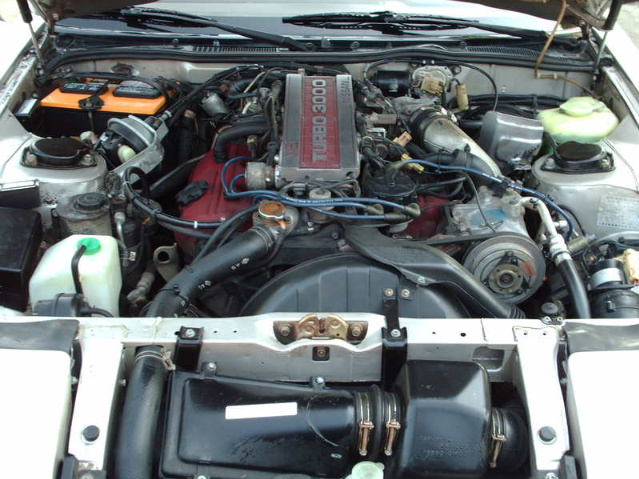
VG30ET

- 2,960cc SOHC 12バルブ ターボ　レギュラーガソリン仕様

参考スペックと搭載車種
- （1-1）169kW(230PS)/5,200rpm　333N・m(34.0kg・m)/3,600rpm（グロス値）
  - フェアレディZ（Z31）1983年9月-1986年10月
  - グロリア・セドリック（Y30）1984年6月-1987年6月
  - レパード（F30）1984年6月-1986年2月
- （1-2）143kW(195PS)/5200rpm　309N・m(31.5kg・m)/3600rpm（ネット値）
  - フェアレディZ（Z31）1986年10月-1989年7月
- （1-3）143kW(195PS)/5200rpm　294N・m(30.0kg・m)/3200rpm（同上）
  - グロリア・セドリック（Y31）1987年6月-1991年6月

#### VG30DE
- 2,960cc DOHC 24バルブ

参考スペックと搭載車種
- （1-1）136kW(185PS)/6,000rpm　245N・m(25.0kg・m)/4,400rpm　※レギュラーガソリン仕様
  - レパード（F31）1986年2月-1988年8月
- （1-2）140kW(190PS)/6,000rpm　250N・m(25.0kg・m)/4,400rpm[3]　※同上
  - フェアレディZ（Z31）1986年10月-1989年7月
- （2-1）147kW(200PS)/6,000rpm　260N・m(26.5kg・m)/4,400rpm　※プレミアムガソリン仕様
  - シーマ（FPY31）1988年1月-1991年8月
  - レパード（F31）1988年8月-1992年6月
  - グロリア・セドリック（Y32）1991年6月-1995年6月
  - レパード J.フェリー（JY32）1992年6月-1996年3月
- （2-2）169kW(230PS)/6,400rpm　273N・m(27.8kg・m)/4,800rpm　※同上
  - フェアレディZ（Z32）1989年7月-2000年8月
- （2-3）169kW(230PS)/6,000rpm　279N・m(28.5kg・m)/4,000rpm　※同上
  - MID4　1985年（プロトタイプ。市販化されず）

#### VG30DET
- 2,960cc DOHC 24バルブ ハイフローセラミック式ターボ　プレミアムガソリン仕様

参考スペックと搭載車種
- （1-1）188kW(255PS)/6,000rpm 343N・m(35.0kg・m)/3,200rpm
  - シーマ（FPY31 - FY32）1988年1月-1991年8月、1993年9月-1996年6月
  - レパード（F31）1988年8月-1992年6月
  - グロリア・セドリック（Y32）1991年6月-1995年6月
- （1-2）206kW(280PS)/6,000rpm 402N・m(41.0kg・m)/3,600rpm
  - オーテック・ザガートステルビオ（AZ1）1989年-1990年
  - ザガート・ガビア 1991年-1993年
  - スカイライン・オーテックS＆Sバージョン ドリフトパッケージ（HR31） 1994年

#### VG30DETT

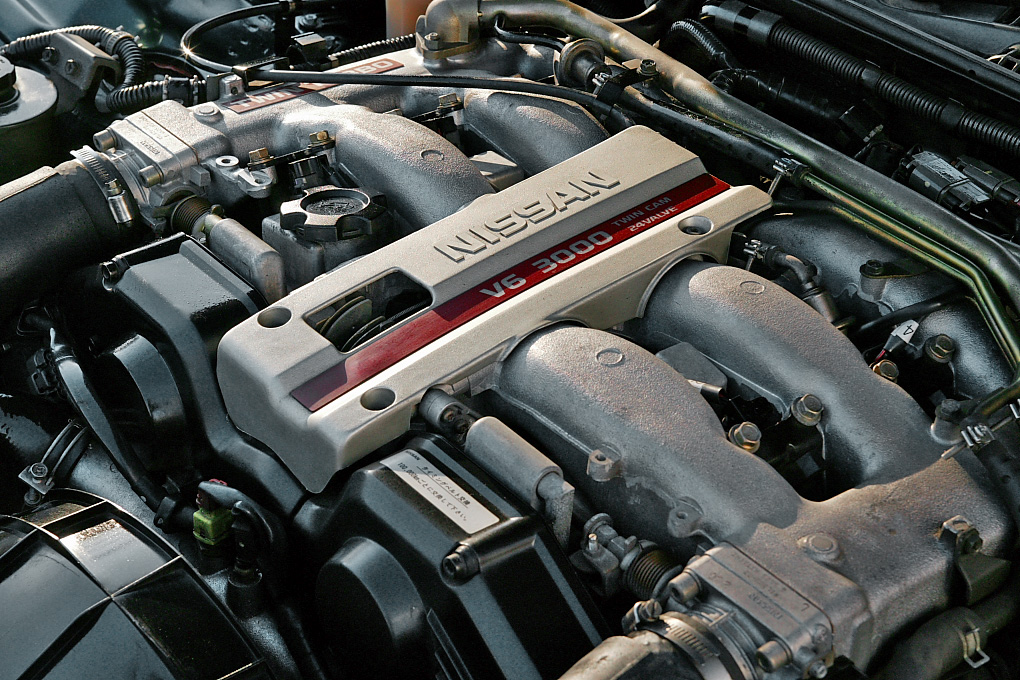
VG30DETT

- 2,960cc DOHC 24バルブ インタークーラーツインターボ　プレミアムガソリン仕様

参考スペックと搭載車種
- （1-1）242kW(330PS)/6,800rpm　382N・m(39.0kg・m)/3,200rpm
  - MID4-II　1987年（プロトタイプ。市販化されず）
- （1-2）206kW(280PS)/6,400rpm 388N・m(39.6kg・m)/3,600rpm
  - フェアレディZ（Z32）1989年7月-2000年8月

### VG33系
- VG33(内径×行程:91.5mm×83.0mm) 3,274cc

#### VG33E
- 3,274cc SOHC 12バルブ　レギュラーガソリン仕様

参考スペックと搭載車種
- 125kW(170PS)/4,800rpm 266N・m(27.1kg・m)/2,800rpm
  - テラノ（R50）1995年9月-2002年8月
  - エルグランド（E50）1997年5月-2000年8月
  - クエスト（V41）1999年-
  - フロンティア
  - エクステラ

#### VG33ER
- 3,274cc SOHC 12バルブ スーパーチャージャー　レギュラーガソリン仕様

参考スペックと搭載車種
- 154kW(210PS)/4,800rpm 334N・m(34.1kg・m)/2,800rpm
  - フロンティアSC（初代）
  - エクステラSC（初代）